# Jiu Jitsu Verband Österreich
Der Jiu Jitsu Verband Österreich (JJVÖ) ist der Fachverband für Selbstverteidigung, Jiu Jitsu-Kampfsport, Brazilien Jiu Jitsu, Goshindo, Kobudō und verwandte Kampfsportarten. Er dient als Dachverband und nationale Vertretung einzelner Landesverbände, auf internationaler Ebene gehört er zum Verband Ju-Jitsu International Federation (JJIF) und der Ju-Jitsu European Union (JJEU).

## Struktur des Verbands
Dem Bundesverband untergeordnet sind acht Landesverbände, da die Landesverbände für Kärnten und Tirol zusammengefasst sind. Die Landesverbände sind wiederum das Dach für die jeweiligen Ortsvereine.

## Geschichte
Der JJVÖ wurde 1964 in der heutigen Form als Verein gegründet.
1981 wird Jiu Jitsu in Österreich als eigene Sportart anerkannt. Jiu Jitsu wird eine eigene Sektion im österreichischen Judoverband, um Landes-, Staats- und internationale Meisterschaften veranstalten zu können.
1995 spalten sich mehrere Vereine vom JJVÖ ab und gründen den österreichischen Jiu Jitsu Bund (ÖJJB).
1998 spalten sich mehrere Vereine vom JJVÖ ab und gründen die World Kobudo Federation Austria (WKF-A).
Im Zuge der Beitrittsbemühungen vor 2007 hatten sich der Goshindo Jiu-Jitsu Verband Österreich (GJJVÖ), der ÖJJB und die World Kobudo Federation (WKF-A) in unterschiedlicher Art in den JJVÖ integriert: GJJVÖ und ÖJJB-Vereine wurden in den JJVÖ aufgenommen, während sich die WKF-A zu keinem solchen Beitritt entschließen konnte. Zusätzlich bilden GJJVÖ-Vereine eine autonome Sektion für Goshindo im JJVÖ.
JJVÖ und WKF-A schlossen im September 2006 einen Vertrag, in dem die Mitgliedschaft der WKF-A als autonome Sektion im JJVÖ fixiert wurde. Den Mitgliedsvereinen der WKF-A wurde es freigestellt, zusätzlich direkt im JJVÖ Mitglied zu werden.
Am 19. Januar 2008 wird der ÖJJB aufgelöst.
Am 31. Oktober 2009 wurde die World Kobudo Federation Austria (WKF-A) als autonome Sektion vom JJVÖ ausgegliedert.
Als Folge der COVID-19-Pandemie sanken die Mitgliedszahlen beträchtlich von 5110 Mitgliedern und 116 Vereinen im Jahr 2019 auf gerade einmal 2342 Mitglieder und 75 Vereine im Jahr 2021. Die Zahlen stiegen allerdings schon im darauffolgenden Jahr wieder deutlich an.

## Erfolge

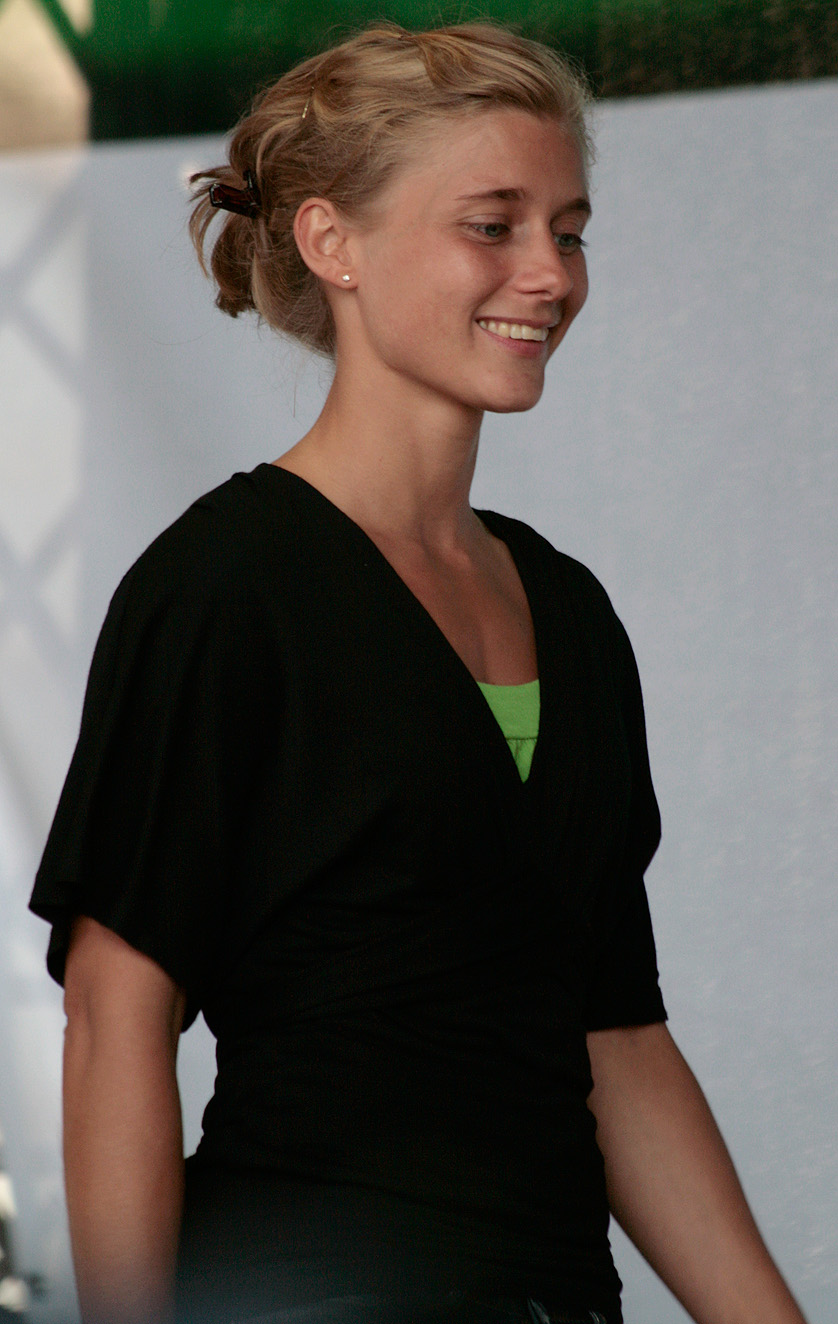
Maria Hofmann-Schreil beim Tag des Sports 2009

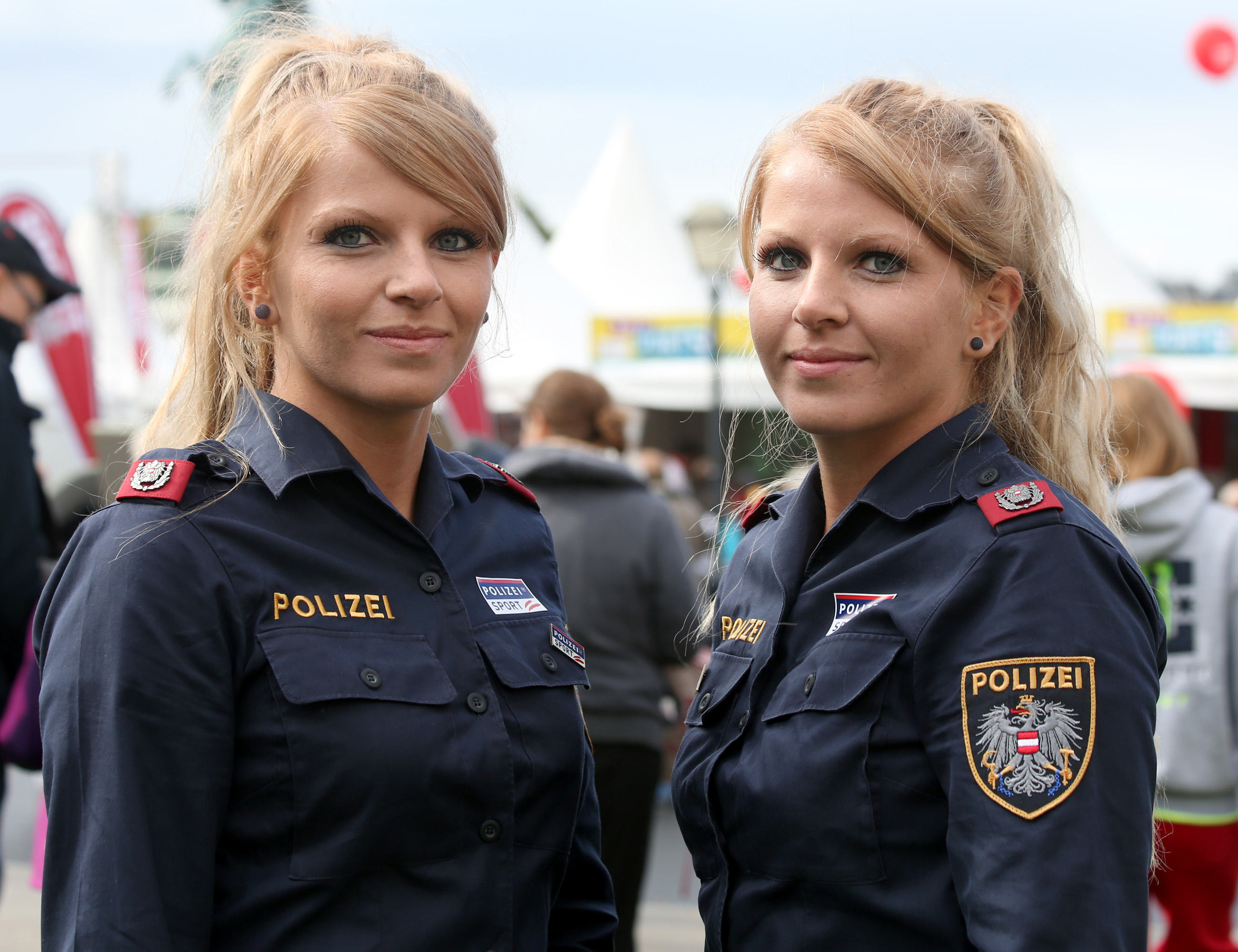
Mirnesa und Mirneta Bećirović beim Tag des Sports 2013 in Wien

(Auswahl)
| Weltmeisterschaft | Weltmeisterschaft | Weltmeisterschaft                                |
| ----------------- | ----------------- | ------------------------------------------------ |
| Gold              | 1993              | [ 3 ]                                            |
| Gold              | 1994              | [ 3 ]                                            |
| Gold              | 1998              | [ 3 ]                                            |
| Gold              | 2000              | [ 3 ]                                            |
| Gold              | 2004              | [ 3 ]                                            |
| Gold              | 2012              | Mirnesa und Mirneta Bećirović                    |
| Gold              | 2013              | Mirnesa und Mirneta Bećirović                    |
| Gold              | 2014              | Mirnesa und Mirneta Bećirović                    |
| Gold              | 2015              | Mirnesa und Mirneta Bećirović                    |
| Gold              | 2016              | Mirnesa und Mirneta Bećirović                    |
| Gold              | 2017              | Mirnesa und Mirneta Bećirović                    |
| Gold              | 2018              | Mirnesa und Mirneta Bećirović                    |
| Gold              | 2019              | Mirnesa und Mirneta Bećirović                    |
| Gold              | 2021              | Mirnesa und Mirneta Bećirović                    |
| Bronze            | 2021              | Gernot Riegl und Johannes Horak                  |
| Gold              | 2022              | Mirnesa und Mirneta Bećirović                    |
| Gold              | 2022              | Lisa Fuhrmann (Fighting Female –70 kg)           |
| Silber            | 2022              | Gernot Riegl und Johannes Horak (Show Men)       |
| Silber            | 2022              | Julia Blawisch (Fighting Female –70 kg)          |
| Bronze            | 2022              | Gernot Riegl und Johannes Horak (Duo Men)        |
| Gold              | 2023              | Anna Fuhrmann (Fighting Female –48 kg)           |
| Gold              | 2023              | Gernot Riegl und Johannes Horak (Show Men)       |
| Silber            | 2023              | Gernot Riegl und Johannes Horak (Duo Men)        |
| Bronze            | 2023              | Cornelia Bergen und Andrea Brauneis (Duo Women)  |
| Bronze            | 2023              | Cornelia Bergen und Andrea Brauneis (Show Women) |
| Bronze            | 2023              | Julia Blawisch (Fighting Female –70 kg)          |

| Europameisterschaft | Europameisterschaft | Europameisterschaft                               |
| ------------------- | ------------------- | ------------------------------------------------- |
| Gold                | 1990                | [ 3 ]                                             |
| Gold                | 1995                | [ 3 ]                                             |
| Gold                | 2013                | Mirnesa und Mirneta Bećirović                     |
| Gold                | 2015                | Mirnesa und Mirneta Bećirović                     |
| Gold                | 2017                | Duo Women (Mirnesa und Mirneta Bećirović)         |
| Gold                | 2017                | Duo Men (Niko Bichler und Sebastian Vosta)        |
| Silber              | 2017                | Duo Mixed (Jaqueline Horak und Daniel Rejzek)     |
| Bronze              | 2017                | Duo Men (Matthias Käfer und Szokol Mark Hendrich) |
| Gold                | 2018                | Duo Women (Mirnesa und Mirneta Bećirović)         |
| Gold                | 2019                | Duo Women (Mirnesa und Mirneta Bećirović)         |
| Silber              | 2021                | Duo Men (Gernot Riegl und Johannes Horak)         |

| World Games | World Games | World Games                                         |
| ----------- | ----------- | --------------------------------------------------- |
| Bronze      | 1997        | Duo Mixed (Sabine Kampf und Ferdinand Fuhrmann)     |
| Silber      | 2001        | Fighting –69kg (Gerhart Ableitinger)                |
| Silber      | 2005        | Duo Women (Katharina Krizsants und Eva Ehrlich)     |
| Gold        | 2009        | Duo Women (Marion Tremel und Maria Hofmann-Schreil) |
| Bronze      | 2009        | Fighting –85kg (Matthias Gastgeb)                   |
| Gold        | 2013        | Duo Women (Mirnesa und Mirneta Bećirović)           |
| Gold        | 2017        | Duo Women (Mirnesa und Mirneta Bećirović)           |
| Gold        | 2017        | Duo Men (Nikolaus Bichler und Sebastian Vosta)      |